# Гленко (Луїзіана)
Гленко (англ. Glencoe) — переписна місцевість (CDP) в США, в окрузі Сент-Мері штату Луїзіана. Населення — 132 особи (2020).

## Географія
Гленко розташоване за координатами 29°48′40″ пн. ш. 91°40′13″ зх. д. / 29.81111° пн. ш. 91.67028° зх. д. (29.811226, -91.670377).  За даними Бюро перепису населення США в 2010 році переписна місцевість мала площу 1,71 км², уся площа — суходіл.

## Демографія
Згідно з переписом 2010 року, у переписній місцевості мешкало 211 осіб у 73 домогосподарствах у складі 53 родин. Густота населення становила 123 особи/км².  Було 83 помешкання (48/км²).
Расовий склад населення:
| - 77,3 % — чорних або афроамериканців - 12,3 % — білих - 1,9 % — азіатів - 4,7 % — осіб інших рас |

До двох чи більше рас належало 3,8 %. Частка іспаномовних становила 1,9 % від усіх жителів.
За віковим діапазоном населення розподілялося таким чином: 27,0 % — особи молодші 18 років, 59,7 % — особи у віці 18—64 років, 13,3 % — особи у віці 65 років та старші. Медіана віку мешканця становила 39,4 року. На 100 осіб жіночої статі у переписній місцевості припадало 93,6 чоловіків;  на 100 жінок у віці від 18 років та старших — 83,3 чоловіків також старших 18 років.
Середній дохід на одне домашнє господарство  становив 46 064 долари США (медіана — 24 931), а середній дохід на одну сім'ю — 44 414 долари (медіана — 30 707). За межею бідності перебувало 40,9 % осіб, у тому числі 91,2 % дітей у віці до 18 років та 100,0 % осіб у віці 65 років та старших.
Цивільне працевлаштоване населення становило 169 осіб. Основні галузі зайнятості: будівництво — 42,0 %, освіта, охорона здоров'я та соціальна допомога — 20,7 %, публічна адміністрація — 13,6 %, сільське господарство, лісництво, риболовля — 13,0 %.